# 진화방해죄
진화방해죄(鎭火妨害罪)는 화재에 있어서 진화용(鎭火用)의 시설 또는 물건을 은닉 또는 손괴하거나 기타 방법으로 진화를 방해하는 죄를 말한다. 10년 이하의 징역에 처한다(169조). 공공위험죄이다. 화재의 원인 여하를 불문하나 공공의 위험을 발생하였거나 또는 발생할 정도의 화재임을 요한다. 행위는 소방의 장애가 되는 일체의 행위를 의미하며 작위에 의하거나 부작위(경찰관·소방공무원 등 법률상 화재보고의 의무있는 자가 적절한 보고를 하지 않는 경우)에 의하거나를 가리지 않는다. 본죄의 성립에는 진화의 방해가 될 만한 행위를 함으로써 족하고 현실적으로 진화가 방해되었음을 요하지 않는다.